# Prince Creek-formatie

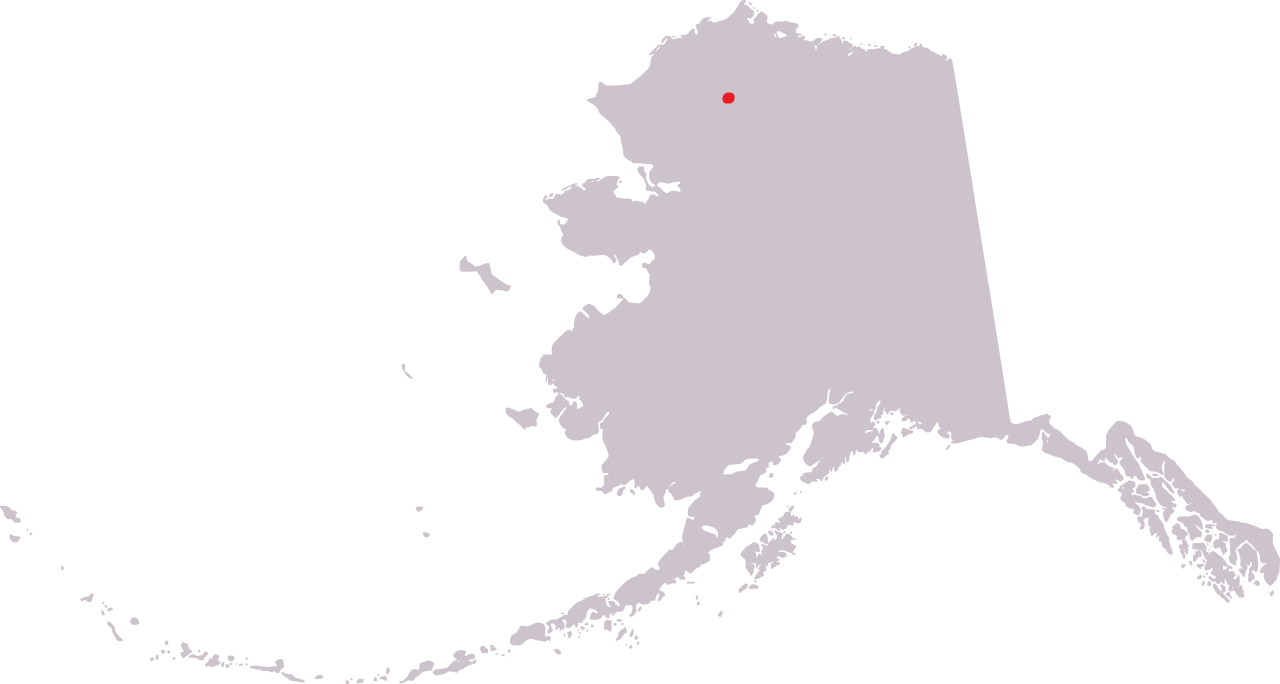
Locatie van de Prince Creek-formatie

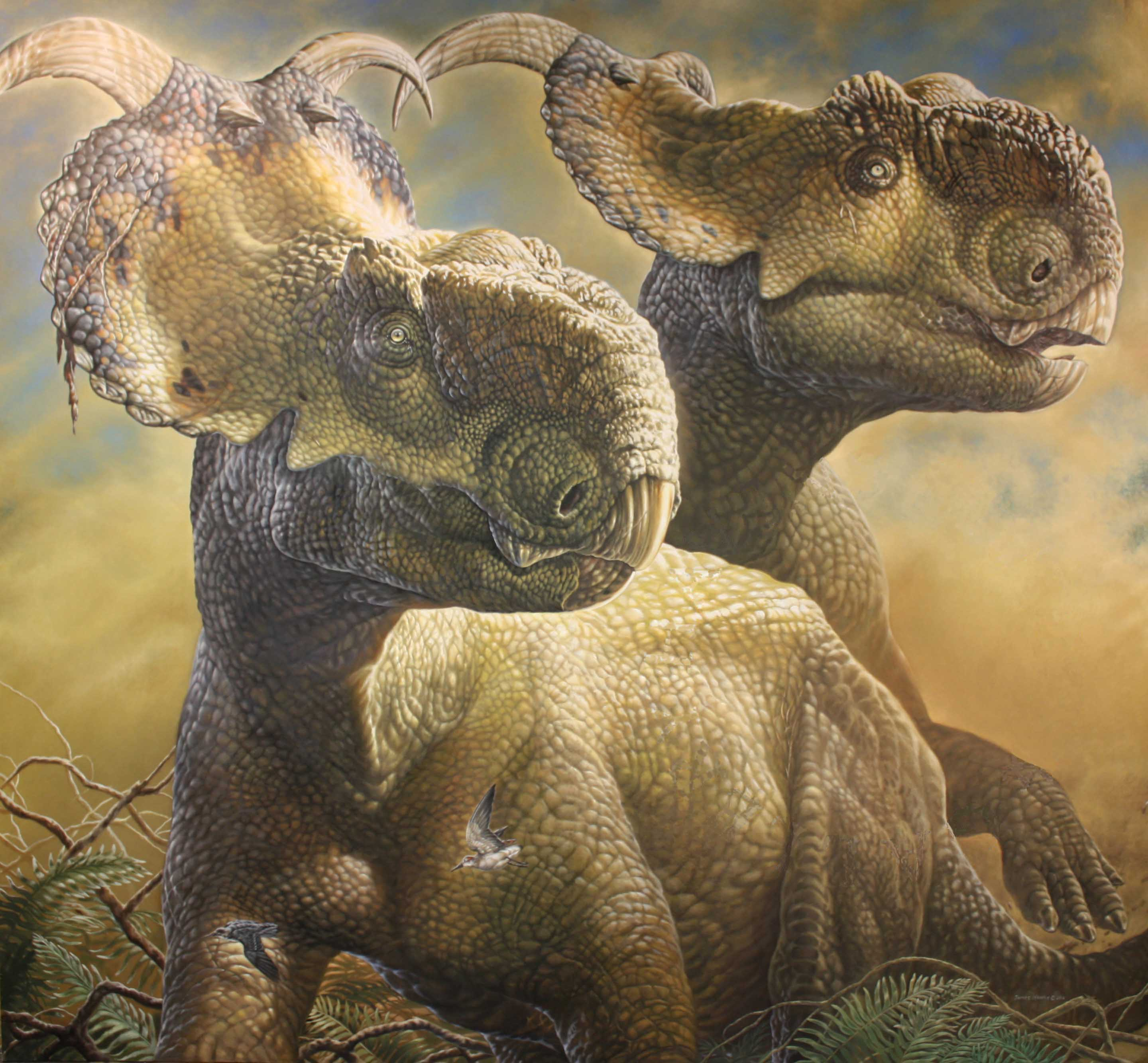
Pachyrhinosaurus

De Prince Creek-formatie is een geologische formatie in de Amerikaanse staat Alaska die afzettingen uit het Laat-Krijt en Paleoceen omvat.

## Locatie
De Prince Creek-formatie ligt in het noorden van Alaska. De afzettingen dateren uit het Vroeg-Campanien tot Danien, 80 tot 60 miljoen jaar geleden. De rotsen van Kikak-Tegoseak Quarry vormen het middelste gedeelte van de formatie en zijn 70,6 tot 69,1 miljoen jaar oud. De Prince Creek-formatie werd afgezet in een kustvlakte aan de noordpunt van het Noord-Amerikaanse subcontinent Laramidia. De temperaturen lagen in het Krijt en Paleoceen hoger dan tegenwoordig en Alaska was destijds een ijsvrije boomsavanne, hoewel het wel al binnen de Noordpoolcirkel lag.

## Fauna
Dinosauriërs en zoogdieren zijn bekend uit de Prince Creek-formatie. Kikak-Tegoseak Quarry heeft de meeste fossielen van dinosauriërs opgeleverd. De dinosauriërs van de Prince Creek-formatie zijn Dromaeosaurus, Saurornitholestes, Troodon, de tyrannosauriër Nanuqsaurus, de pachycephalosauride Alaskacephale, Pachyrhinosaurus,  de hadrosauriër Ugrunaaluk en ?Parksosaurus. De zoogdieren van de Prince Creek-formatie zijn Cimolodon (Multituberculata), Pediomys (Metatheria) en Gypsonictops (Eutheria).